# Madhuca montana
Madhuca montana är en tvåhjärtbladig växtart som beskrevs av Pieter van Royen. Madhuca montana ingår i släktet Madhuca och familjen Sapotaceae. Inga underarter finns listade i Catalogue of Life.